# Дрейк (співак)
Обрі Дрейк Грем (англ. Aubrey Drake Graham; нар. 24 жовтня 1986, Торонто, Онтаріо, Канада), відоміший під псевдонімом Дрейк (англ. Drake) — канадський репер та актор.

## Біографія
Обрі Дрейк Грем народився 24 жовтня 1986 року у Торонто, Онтаріо. Він — син Дениса Грема. Денис був барабанщиком, який працював з Джеррі Лі Льюїсом, і Санді Гремом (педагог). Два його дядька, Ларрі Грем та Тіна Годжес, також музиканти. Батько Дрейка — афроамериканець з Мемфіса (штат Теннессі), а мати Дрейка — канадська єврейка. Він навчався у єврейській школі, і у нього була бар-міцва. Його батьки розлучилися, коли йому було п'ять років. Він був вихований матір'ю у багатому районі Форест-Гілл у Торонто. Дрейк навчався у школі Forest Hill Collegiate Institute, але рано покинув її, не встигнувши закінчити. Він провів велику частину літа з його батьком у Мемфісі. Дрейк заявив, що розлучення батьків сильно вплинуло на нього: «Я повинен був дуже швидко стати чоловіком і бути опорою для жінки, яку я люблю всім серцем… для мами».
2001 року Дрейк знявся у серіалі «Деграссі». 2007 року зіграв епізодичну роль у фільмі Витівки в коледжі з Антоном Єльчиним у головній ролі. На початку 2006 року він випустив мікстейп Room for Improvement. 2007 року вийшов другий мікстейп Comeback Season, завдяки якому співак став відомим. 13 лютого 2009 вийшов третій офіційний мікстейп So Far Gone. 29 червня 2009 Drake підписав контракт з компанією Young Money Entertainment. 15 вересня вийшов сингл «Forever», у якому взяли участь Eminem, Lil Wayne і Kanye West. У травні 2010 року вийшов дебютний альбом Thank Me Later, який спродюсували Noah "40", Shebib та Boi-1da. Альбом отримав позитивні відгуки критиків, дебютував на першому місці у US Billboard 200 і був проданий тиражем 447 000 копій у перший тиждень.

### Take Care2011
17 листопада, Дрейк написав у Twitter, що його наступний альбом буде називатися Take Care. Birdman також сказав що альбом Дрейка вийде у травні-квітні 2011 року: над цим альбомом працює продюсер 9th Wonder. Сам же Дрейк заявив, що Take Care вийде у день його народження — 24 жовтня, проте потім через юридичні нюанси та формальності реліз альбому було перенесено на 15 листопада. Критики та шанувальники високо оцінили Take Care. За перший тиждень було продано 631 000 примірників альбому, і він дебютував на першому рядку чарту Billboard 200.

### 2012
Перебуваючи у турі на підтримку свого другого альбому Take Care, Дрейк повідомив про початок написання матеріалу для третього альбому: «Мій настрій відбивається у музиці. Думаю, що всі змогли відчути настрій альбому Take Care. Я повернувся до Торонто та пережив все це заново. Зараз я перебуваю у дуже, дуже, дуже, дуже різних місцях та зосереджений на своєму здоров'ї, тілі і свідомості. Я змінив погляд на речі і хочу стати найкращим.
Новий альбом буде дуже цікавим. Тільки між нами, напевно найцікавішим з усього, що я випускав. У моєму житті відбувалося і відбувається багато речей, і я хочу розповісти вам про них».
Дрейк зайнявся роботою над посмертним альбомом R&B співачки Aaliyah. Примітно те, що бажання попрацювати з альбомом виявив також Timbaland, який ставитися до ініціативи Обрі не так оптимістично: «Якщо вони хочуть зробити новий альбом Aaliyah, то повинні покликати мене і Міссі Еліот, так буде правильніше. Дрейк хоче випустити свою пісню за участю Aaliyah? Це неправильно» — заявив той. Проте 6 серпня у мережі з'явився перший посмертний сингл Aaliyah «Enough Said» за участю самого Дрейка, продюсером якого виступив Noah "40", Shebib. Ні дивлячись на це, про посмертний альбом виконавиці зовсім нічого не відомо. Тим більше, що брат померлої співачки раніше виступав із заявою про те, що ніяких посмертних альбомом не буде і сім'я проти її «воскресіння». А на початку року продюсер J-Dub за життя працював із співачкою, написав у твіттері, що його нова пісня, написана для Aaliyah стане першим синглом з її посмертного релізу. Однак потім твіт був без пояснень видалений. Тож факт виходу альбому, залишається під питанням та є примарним.
2012 року (15 червня) між Дрейком і Chris Браун"-- трапилася перепалка в одному з Нью-Йоркських клубів, яка з словесної виросла у метання пляшок. Досі про цей інцидент мало що відомо. З чуток Chris Браун"-- в один з моментів, попросив принести пляшку шампанського за стіл Дрейка. Дрейк відреагував на такий жест вороже: відмовився від подарунка, а за одне відправив разом з нею запис. «Любов всього твого життя змінює тобі зі мною. Змирися з цим» (мова в записці найімовірніше йде про Rihanna, обидва репера до неї не рівно дихають). Далі Chris Браун"-- вирушає до столика Обрі, у супроводі Meek Mill. Між реперами та їх охороною розв'язалася бійка, з якої ніхто не вийшов переможцем: ні Обрі, ні Кріс, ні звичайно ж власники клубу.
Chris Браун"-- пізніше висловив своє невдоволення у твіттері з приводу того, що сталося і поведінкою Дрейка, у достатньо емоційній формі: «Як ви можете веселитися з багатими нігерами-Гейтер? Lol… Вони кидають пляшки як дівчатка.. #shameonya!» а також виклав кілька фотографій з саднами на його обличчі, отриманими під час бійки. Обрі ніяк не відреагував на це.
Damon Feldman голлівудський промоутер, який організував бої між знаменитостями, (після бійки в клубі між Дрейком і Chris Браун"--) запропонував зіркам зійтися на рингу. Свою пропозицію Damon Feldman прокоментував у газеті New York Daily News: «Очевидно, що зараз між ними є ворожнеча. Ми пропонуємо вирішити її на рингу. Це лише три раунди по одній хвилині. Ніхто серйозно не постраждає.», а також додав: "Я б дуже хотів побачити Rihanna як ринг-герл. "
Дрейк озвучив мамута Ітана в мультфільмі «Льодовиковий період 4: Континентальний дрейф».

### 2013
Обрі не приховує, що цього року вийде його третій сольний альбом, який можливо буде носити назву «Nothing Was The Same». Про назву майбутнього альбому Дрейк повідомив на церемонії вручення статуеток Греммі (10 лютого), під час чергового інтерв'ю. Того ж числа (10 лютого) на підтвердження його слів офіційно виходить перший сингл «Started From The Bottom», на який згодом буде знято кліп.
В активі Дрейка статуетка Греммі за найкращий реп альбом Take Care, 55-я церемонія «Греммі».
Канадське музичне об'єднання OVOXO під керівництвом Дрейка і The Weeknd, перестає існувати. Розпад лейбла стався через не розуміння артистів один одного. Ще торік The Weeknd відмовився підписувати контракт з OVO на прохання Дрейка, оскільки угода мала посилання на YMCMB. Потім не довго думаючи The Weeknd підписує контракт з Universal Republic. Дрейка це серйозно зачепило, треба нагадати, що саме він колись допоміг The Weeknd вибратися на велику сцену. З цього приводу Обрі висловився у треку «Started from the Bottom» рядками: «„ Так сам я з твоїх пацанків зроблю чоловіків, Зараз не так вже й багато чого відбувається без нашої участі, ніґґер, Ми хочемо, щоб нам вже видавалися аванси“… „Нам не потрібні нові люди, ніґґер, ми це чудово розуміємо, До біса псевдо-друзів! Але де ж справжні?“». через твіттер Дрейк підтвердив стан речей своїм повідомленням: «У тебе не вийде піти просто сказавши спасибі, ти винен мені».
7 березня виходить трек «5AM In Toronto» продюсером якого є Boi-1da. Між 2010 і 2013 роком у творчості артиста прослизає зв'язок, оскільки на Thank Me Later був присутній трек з аналогічною назвою «9 AM in Dallas». Імовірно трек не ввійде до альбому або ж буде представлений як бонус. 1 квітня Дрейк представив кліп на цю пісню.
Влітку The Weeknd дає інтерв'ю у якому говорить, що ніякої сварки з Drake небуло. На доказ ми бачимо спільні фотографії та випускає спільний трек

### 2016
У 2016 році Дрейк зізнався в коханні співачці Ріанні під час вручення премії MTV Video Music Award.

### 2017
В даний час вийшло три треки з альбому: «Fake Love», «Two Birds, One Stone» і «Sneakin» спільно з 21 Savage. На одному з радіоефірів, Дрейк повідомив, що «More Life» вийде наприкінці 2016 року, але незабаром вихід альбому був перенесений на наступний рік з невідомих обставин. Про це повідомив менеджер артиста, Олівер Ель-Хатіб, під час суботнього епізоду OVO Sound Radio: «More Life» вийде в 2017 році. Будьте готові до новин. Альбом вийшов 19 березня 2017 року.
11 жовтня у нього народився син від французької мисткині Софі Брюсо. Ім'я хлопчика Адоніс. Інформація про народження первістка була невідомою і фігурувала лиш у чутках до моменту виходу пісні репера Pusha T , із яким Дрейк мав тривалу ворожнечу. «The Story of Adidon» вийшла на платформі SoundCloud 29 травня 2018 року і стала важким ударом для канадця. Згодом він таки визнав батьківство.

## Дискографія
- 2006: Comeback Season
- 2009: So Far Gone
- 2010: Thank Me Later
- 2011: Take Care
- 2013: Nothing Was the Same
- 2015: If You're Reading This It's Too Late
- 2015: What a Time To Be Alive (за участю Future)
- 2016: Views
- 2017: More Life
- 2018: Scorpion
- 2019: Care Package
- 2020: Dark Lane Demo Tapes
- 2021: Certified Lover Boy
- 2022: Honestly, Nevermind
- 2022: Her Loss (за участю 21 Savage)
- 2023: For All the Dogs

## Кліпи
- 2010 Best I Івr Had [Архівовано 22 квітня 2014 у Wayback Machine.]
- 2010 Over [Архівовано 22 квітня 2014 у Wayback Machine.]
- 2011 Miss Me ft. Lil Wayne [Архівовано 30 квітня 2014 у Wayback Machine.]
- 2011 Headlines [Архівовано 24 травня 2014 у Wayback Machine.]
- 2011 Marvins Room [Архівовано 24 травня 2014 у Wayback Machine.]
- 2012 The Motto ft. Lil Wayne, Tyga [Архівовано 6 травня 2014 у Wayback Machine.]
- 2012 Take Care ft. Rihanna [Архівовано 5 травня 2014 у Wayback Machine.]
- 2012 HYFR (Hell Ya Fucking Right) ft. Lil Wayne [Архівовано 17 квітня 2014 у Wayback Machine.]
- 2013 Started From The Bottom [Архівовано 7 травня 2014 у Wayback Machine.]
- 2013 Worst Behavior [Архівовано 27 жовтня 2018 у Wayback Machine.]
- 2015 Energy [Архівовано 25 жовтня 2018 у Wayback Machine.]
- 2015 Hotline Bling [Архівовано 23 травня 2019 у Wayback Machine.]
- 2016 5AM IN TORONTO [Архівовано 17 липня 2018 у Wayback Machine.]
- 2018 God's Plan [Архівовано 21 липня 2017 у Wayback Machine.]
- 2018 Nice For What [Архівовано 24 жовтня 2018 у Wayback Machine.]
- 2018 I'm Upset [Архівовано 24 жовтня 2018 у Wayback Machine.]
- 2018 In My Feelings [Архівовано 4 серпня 2018 у Wayback Machine.]
- 2018 Nonstop [Архівовано 8 грудня 2018 у Wayback Machine.]